# Gastracanthus atrobaculus
Gastracanthus atrobaculus är en stekelart som beskrevs av Heydon 1997. Gastracanthus atrobaculus ingår i släktet Gastracanthus och familjen puppglanssteklar.
Artens utbredningsområde är Taiwan. Inga underarter finns listade i Catalogue of Life.